# Bois de Boulogne

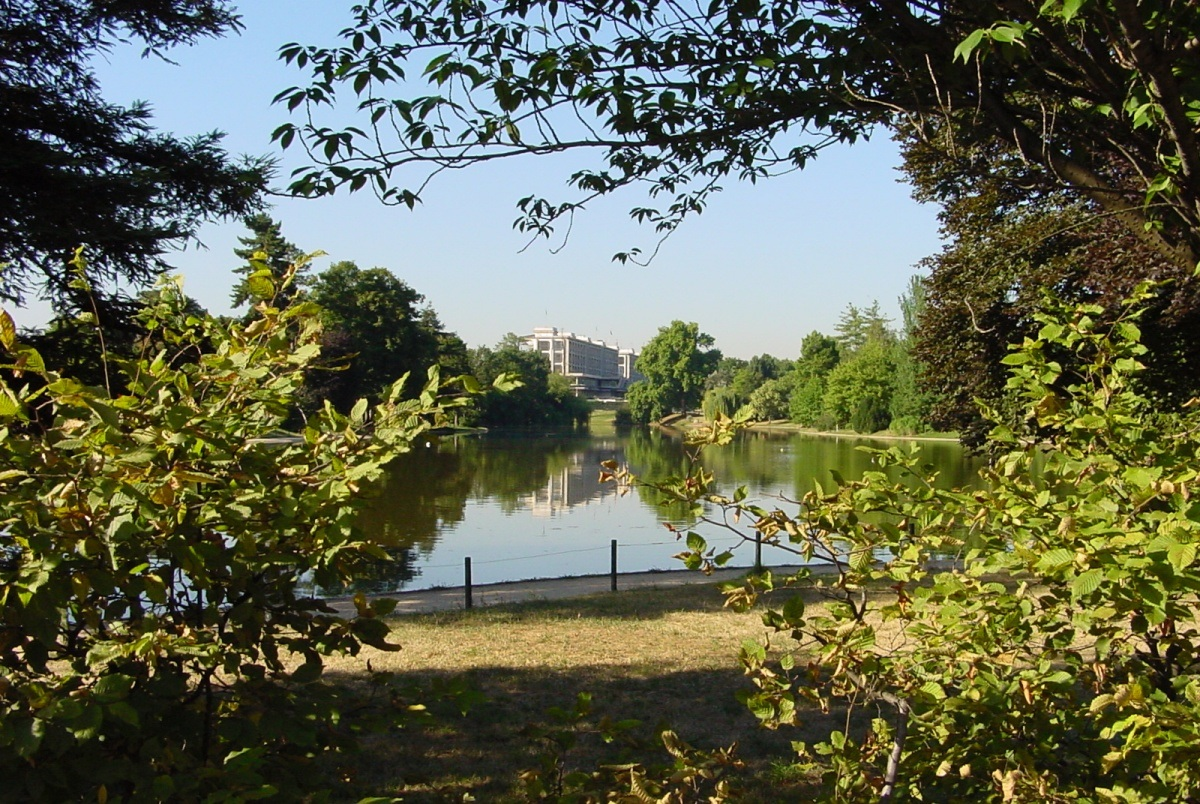
Lacul superior din Bois de Boulogne

Bois de Boulogne este o pădure situată în arondismentul 16 al Parisului. 

## Descriere
Acoperind o suprafață de circa 846 hectare, în vestul Parisului, Bois de Boulogne formează unul dintre «plămânii» Capitalei. Este de două ori și jumătate mai întinsă decât Central Park de la New York, și de 3,3 ori mai mare decât Hyde Park de la Londra, dar de 5,9 ori mai mică decât Pădurea Soignes de la Bruxelles. Bois de Boulogne ocupă situl vechii păduri Rouvray. 
În Bois de Boulogne există multe lacuri și o sumedenie de poteci. Aici se află și un
hipodrom celebru: Longchamps, iaugurat în anul 1857.
Grădina serelor de la Auteuil și-a păstrat farmecul pe care îl avea încă din secolul al XIX-lea. Întinsa porțiune cultivată cu flori este înconjurată de azalee, palmieri, precum și de o mulțime de alte plante verzi ornamentale. Clădirea centrală cuprinde un palmariu, precum și o seră tropicală unde cresc bananieri, papirus, strelitzia uriașe. În celelalte sere cresc orhidee, begonii, caladium. Expozițiile de azalee și de crizanteme au o reputație deosebită. Dincolo de grădină, se întinde stadionul Roland-Garros, cunoscut prin «Internaționalele» de tenis de câmp, care se desfășoară în lunile mai - iunie. 
În inima pădurii, putem vizita parcul Bagatelle, cu o suprafață de 24 de hectare. De la jumătatea lui martie, până la jumătatea lui aprilie, parcul este înfrumusețat de plantele bulboase. Jardin de Bagatelle este fermecător în perioada înfloririi trandafirilor (din iunie până în octombrie).Aici, îndrăgostiții își au locul preferat, de aici expresia «faire la bagatelle». În grădină, se găsesc restaurante de primă clasă, dar nu este potrivit să vă aventurați noaptea, pe întuneric, neînsoțit, întrucât crima și prostituția, aici, sunt de nestăpânit.
Partea de nord a pădurii este ocupată de o grădină de aclimatizare. În sud-estul pădurii, se poate vizita grădina serelor de la Auteuil, precum și Grădina Pré-Catelan. Grădina Pré-Catelan este foarte frumoasă, ca și teatrul de vară și Jardin Shakespeare (Grădina Shakespeare). Denumirea grădinii provine de la faptul că aici, grădinarii au încercat să planteze din fiecare fel de plantă despre care vorbea poetul și dramaturgul englezîn piesele sale. Vara, în Pré-Catelan, se organizează spectacole (concerte și piese), care au un scenariu deosebit de atrăgător.
Denumirea grădinii Pré-Catelan provine de la numele unui trubadur din Provența, asasinat în timpul lui Filip cel Frumos. Grădina este foarte îngrijită și înzestrată cu o cafenea-restaurant de lux. Grădina oferă peluze frumoase și umbrarii plăcute. În centrul grădinii Pré-Catelan se găsește un fag purpuriu bicentenar, al cărui rămuriș acoperă peste 500m² de gazon.

## Istorie
Pe vremea Merovingienilor, în Pădurea Rouvre, sau Rouvray, numită astfel după denumirea franceză a arborelui dominant: gorunul, vânătorii urmăreau urșii, cerbii, lupii și mistreții, care erau foarte ușor de întâlnit.
În 1308, tăietorii de lemne din cătunul Menus au făcut un pelerinaj la Notre-Dame de Boulogne-sur-Mer. La întoarcere, cu ajutorul regelui Filip al IV-lea cel Frumos, ei au construit o biserică asemănătoare cu cea pe care au văzut-o pe malul Mării Mânecii și pe care au denumit-o Notre-Dame-de-Boulogne-le-Petit. Cu timpul, denumirea Boulogne ia locul, cu totul, vechilor denumiri Menus și Rouvre.
Mult timp, pădurea a servit bandiților de adăpost. De aceea, regele Henric al II-lea a dispus să fie împrejmuită cu un zid străpuns de opt porți, dintre care, cele mai importante erau Maillot și Muette.
În secolul al XVII-lea, Colbert a dispus să fie amenajat un teren de vânătoare. În același secol, Ludovic al XIV-lea a dispus deschiderea porților pădurii pentru public. În acest fel, Bois de Boulogne a devenit, puțin câte puțin, un loc de plimbare, dar frecventarea lăsa de dorit, dacă trebuie să credem dictonul din epocă: «Nunțile din Bois de Boulogne nu se fac în fața preotului.»
Începând cu Regența, pădurea a fost adoptată de lumea elegantă. S-au construit edificii somptuoase la Neuilly, la Muette, la Bagatelle....
La 21 noiembrie 1783, din parcul vechiului castel La Muette, situat în Bois de Boulogne, s-a înălțat, avându-i la bord pe fizicianul Pilâtre de Rozier și ofițerul Marchiz d'Arlandes un montgolfier. După un zbor de 25 de minute, montgolfierul care atinsese altitudinea maximă de 1.000 de metri și parcursese o distanță de 9 kilometri, trecând pe deasupra Parisului, s-a așezat pe Butte aux Cailles, azi Place Veraine, în arondismentul al XIII-lea al Capitalei. 
În timpul Revoluției, Bois de Boulogne a devenit loc de refugiu al persoanelor urmărite, precum și al braconierilor... În timpul ocupației engleze și rusești din 1815, armatele acestea au campat în pădure și au devastat-o. Terenul devastat a fost reîmpădurit cu castani, sicomori, salcâmi, care au luat locul stejarilor.
În 1852, împăratul Napoleon al III-lea a cedat orașului Paris pădurea Boulogne și a însărcinat municipalitatea pariziană să cheltuiască două milioane de franci, în patru ani, pentru înfrumusețarea ei. Haussman și colaboratorii săi au înfăptuit o operă remarcabilă. Vechiul zid împrejmuitor a fost dărâmat, iar pădurea a fost transformată în parc, după modelul Hyde Park din Londra, care fusese admirat de împărat.
Era locul favorit pentru plimbare al romancierului francez Marcel Proust.

## Rețeaua hidrografică
Pădurea posedă un mare număr de lacuri care sunt în mare parte artificiale și alimentate de apele Senei. 
- Lacul superieur
- Lacul inferior
- Lacul cercului din bois de Boulogne (sau pentru patinaj)
- Lacul din Grădina de Aclimatizare
- Balta Armenonville
- Balta Saint-James
- Iazul Longchamp
- Iazul Abației
- Iazul Suresnes
- Iazul tribunelor
- Iazul Boulogne
- Marea Cascadă

Pădurea este parcursă de:
- Pârâul Longchamp
- Pârâul Sablons
- Pârâul Armenonville

## Monumente
- Pentru comemorarea primului zbor uman, realizat la 21 noiembrie 1783, de fizicianul Pilâtre de Rozier și ofițerul Marchiz d'Arlandes cu un montgolfier[8], în Bois de Boulogne a fost ridicat un monument.

## Galerie de fotografii

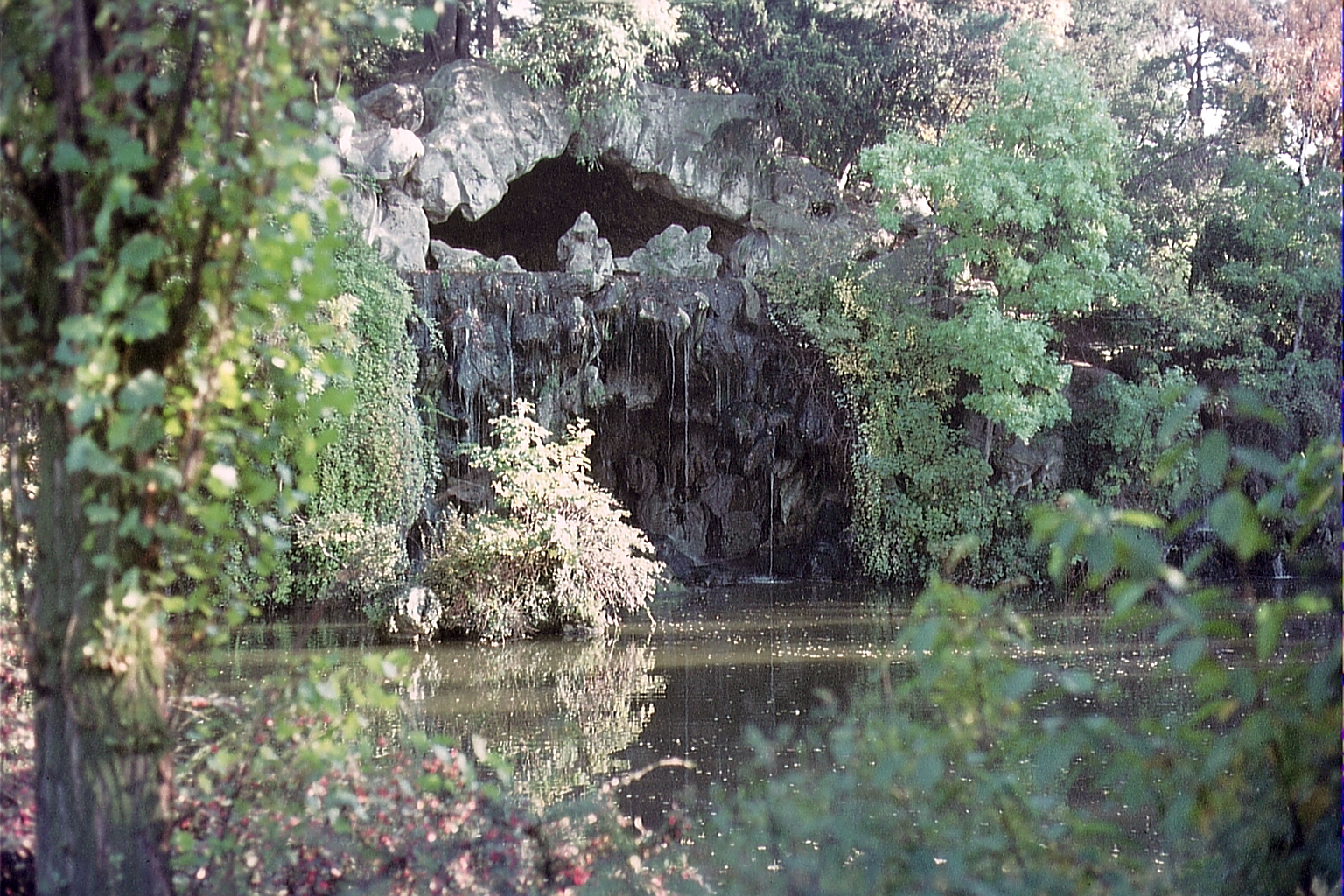
Bois de Boulogne
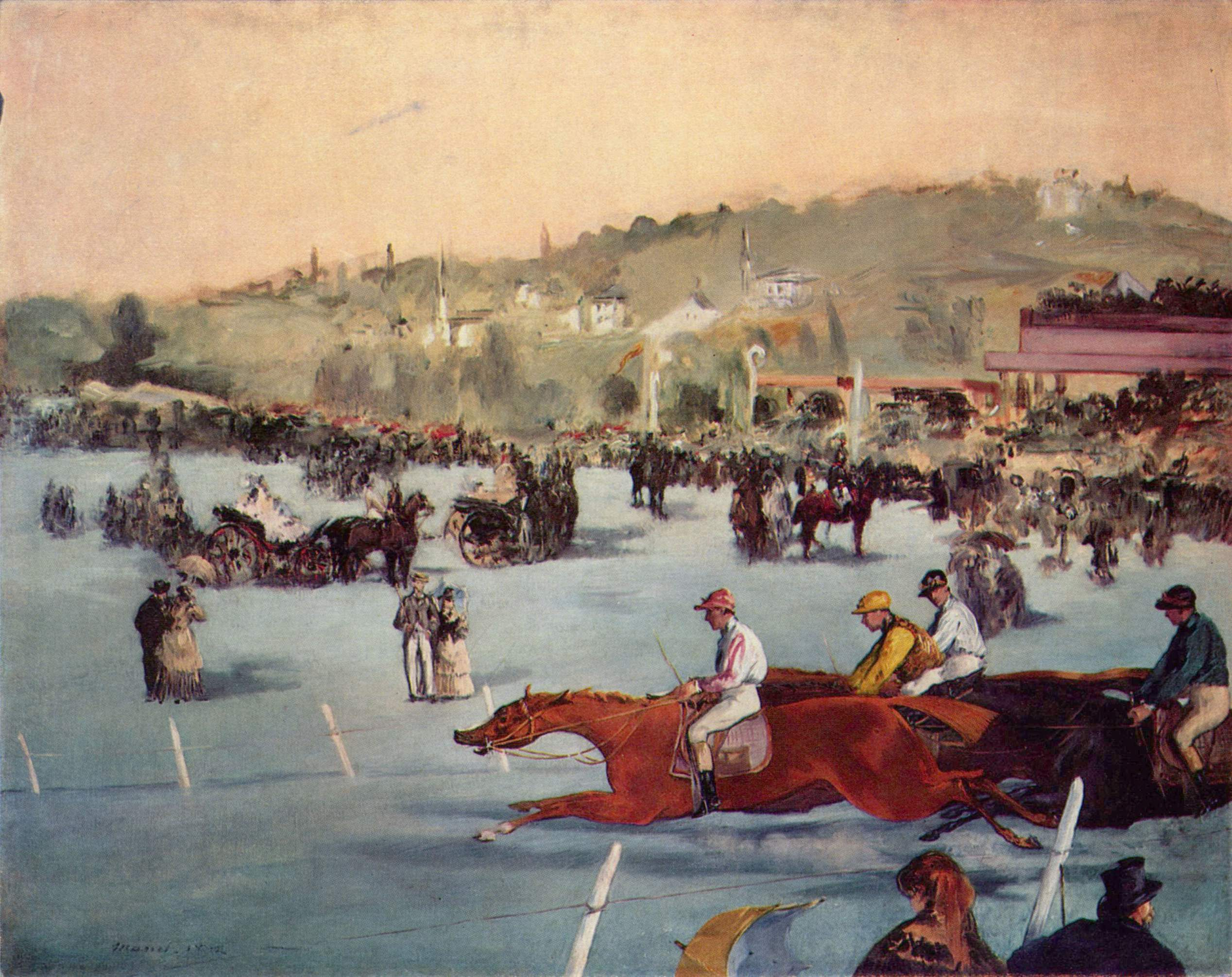
Édouard Manet: Curse de cai lângă Paris (1864)
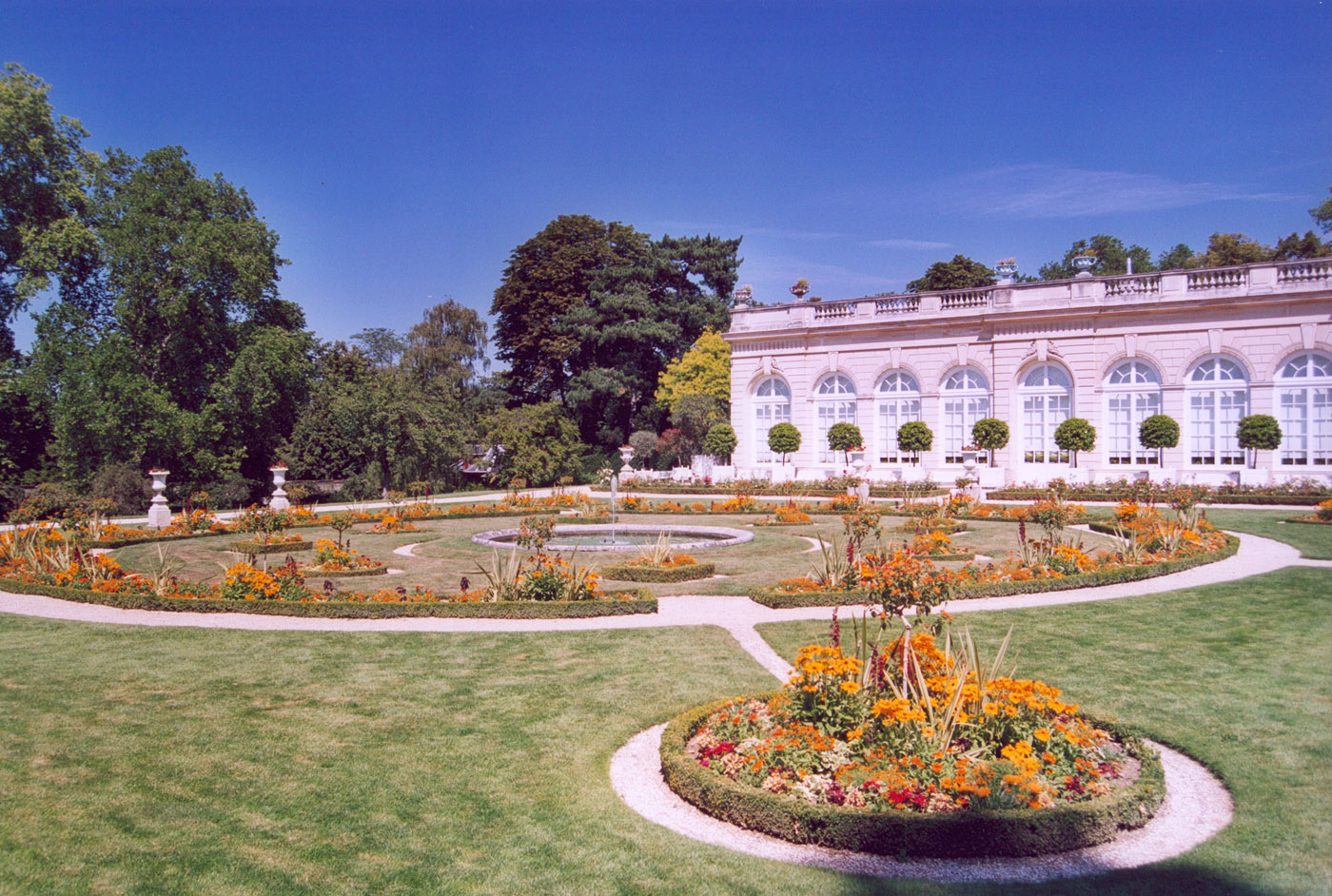
Parcul Bagatelle
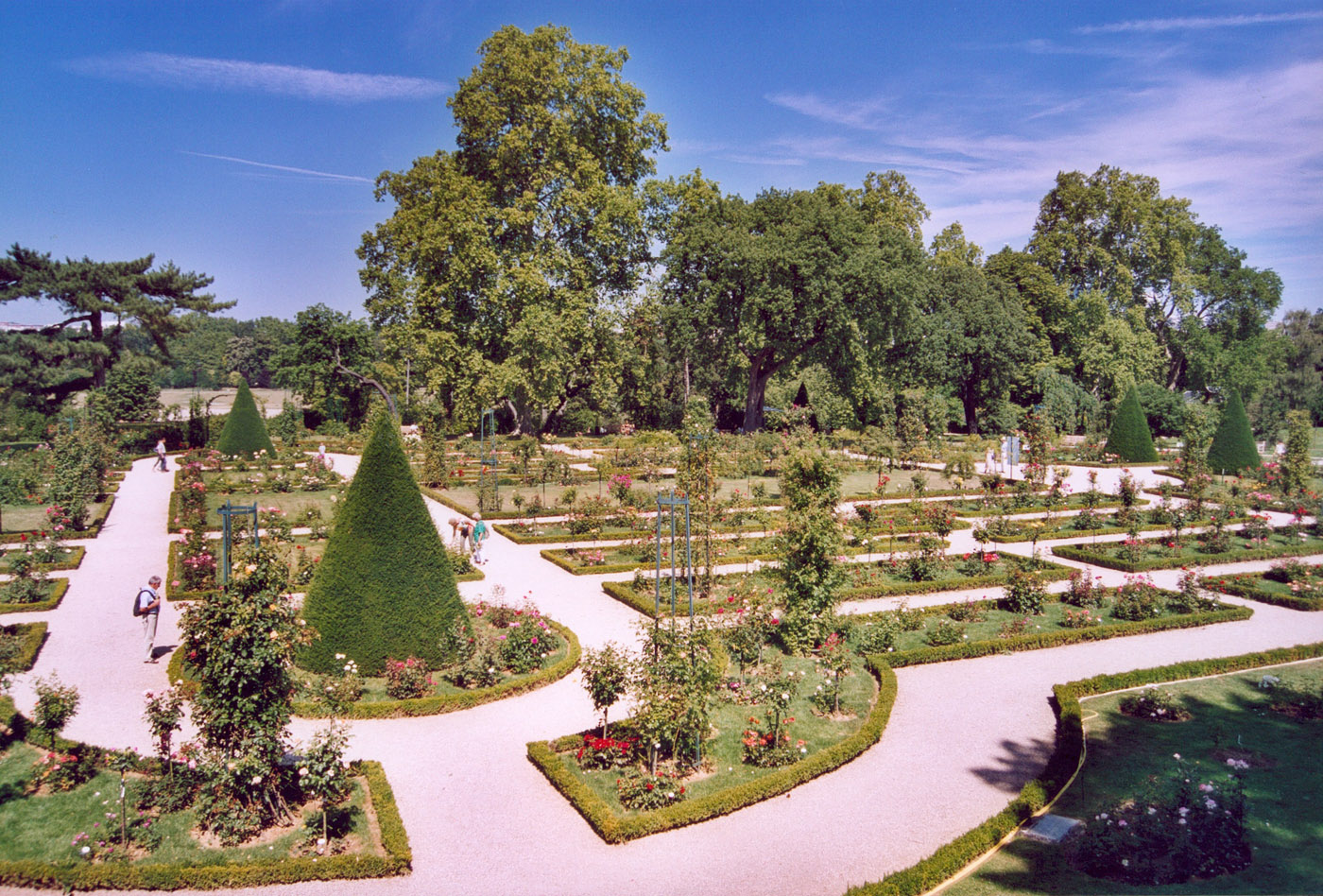
Rozariul din parcul Bagatelle
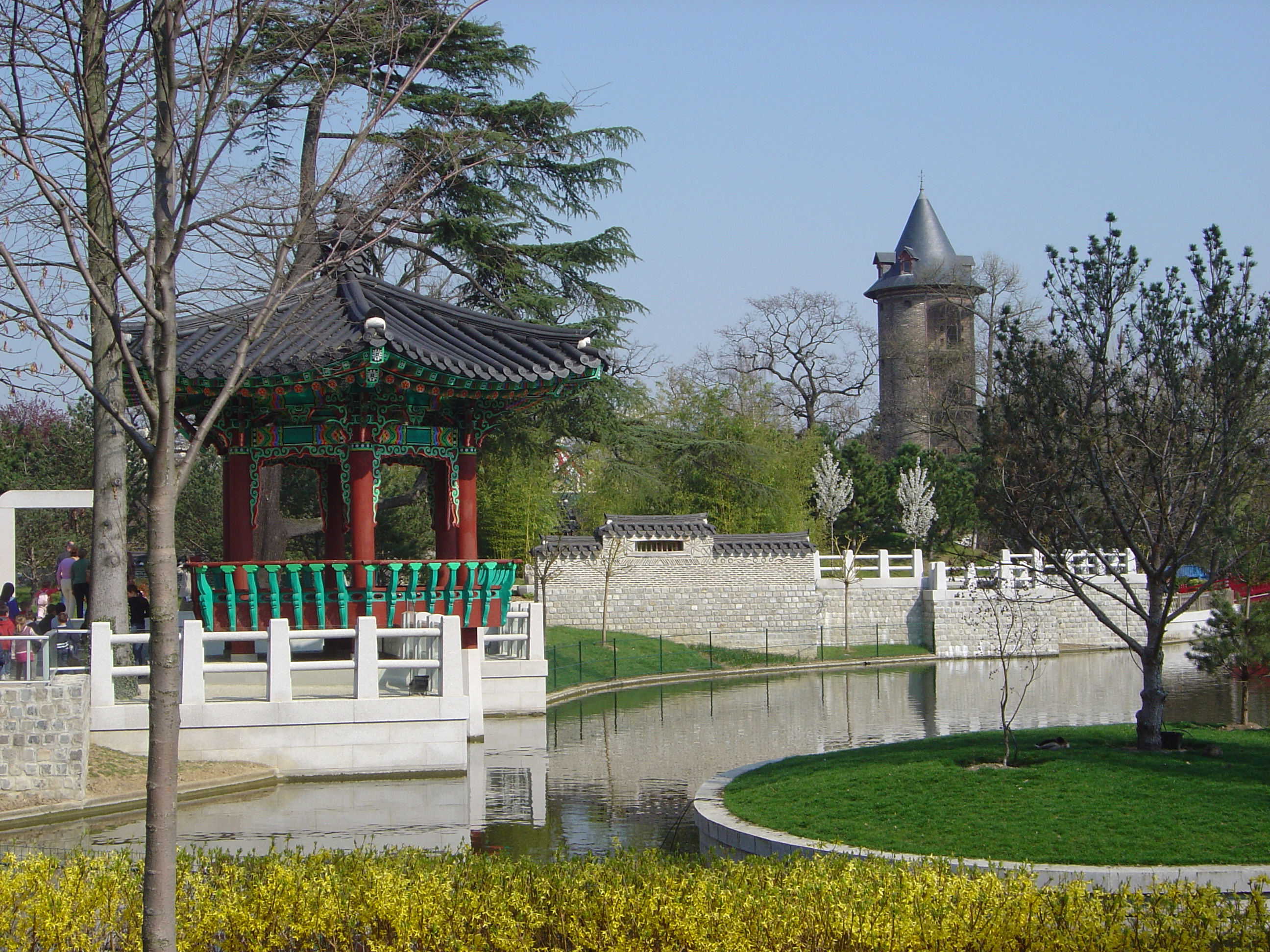
Jardin d'Acclimatation ~ Grădina de Aclimatizare
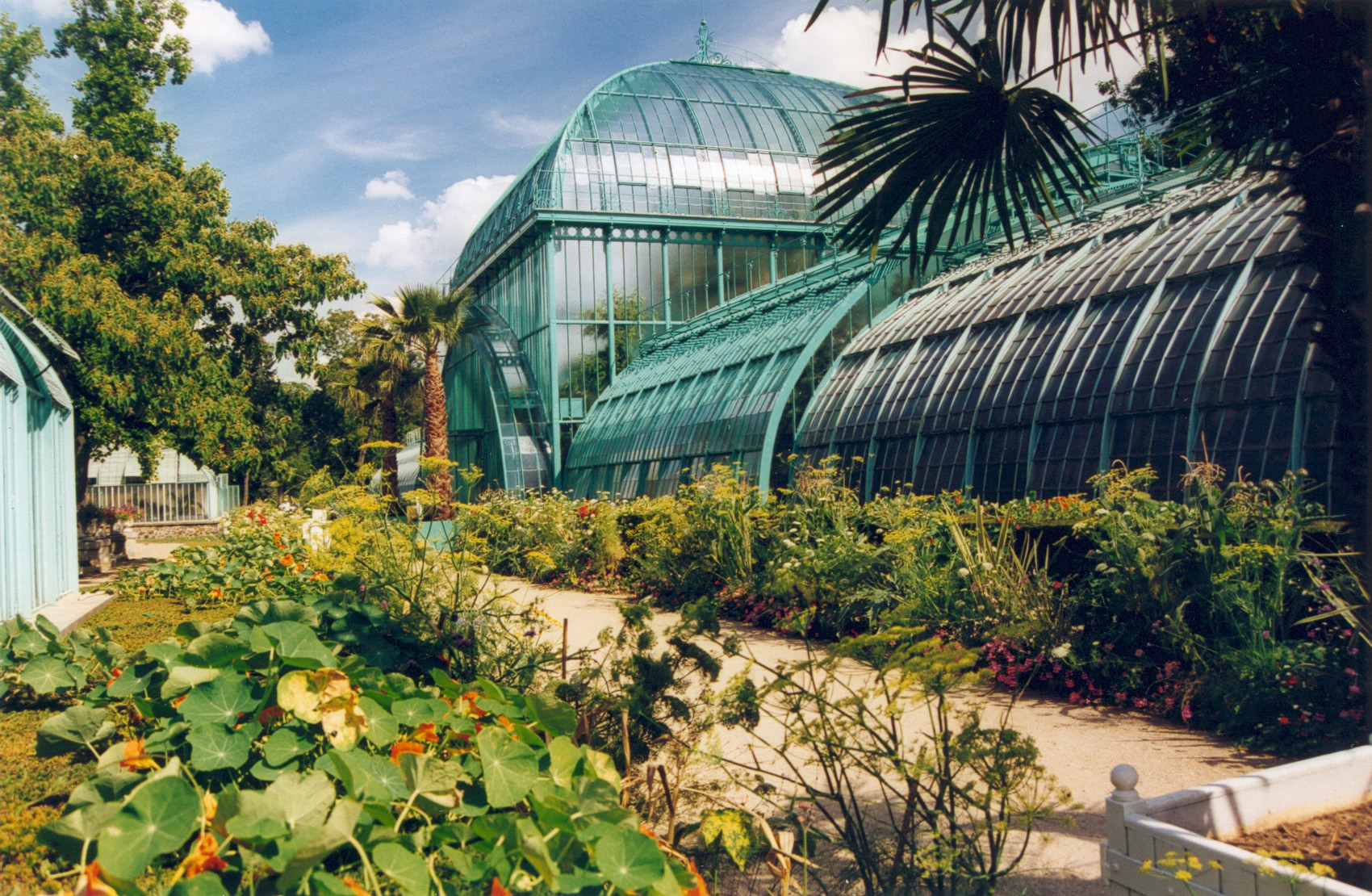
Serele de la Auteuil
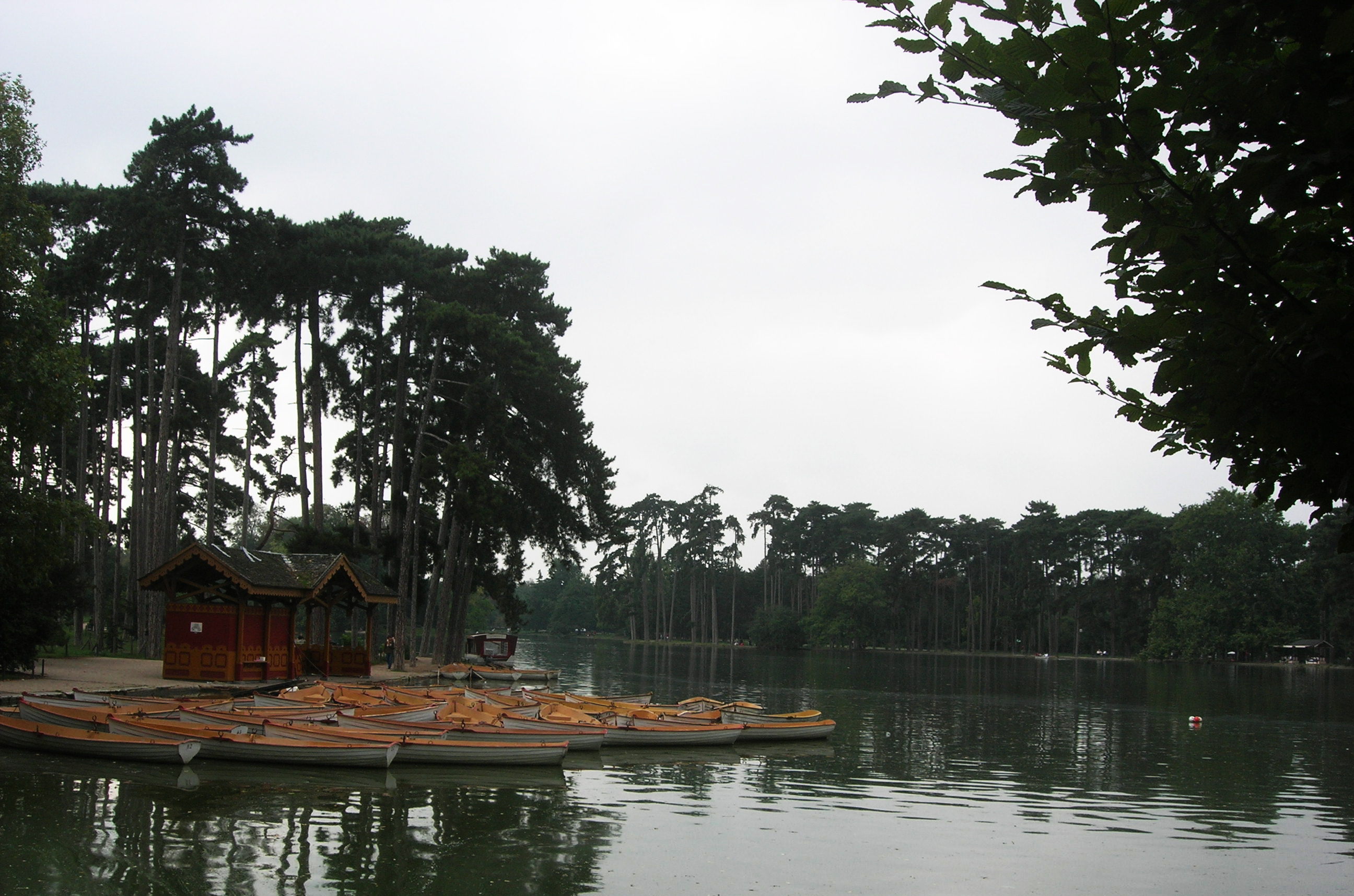
Bărci pe lacul din Bois de Boulogne
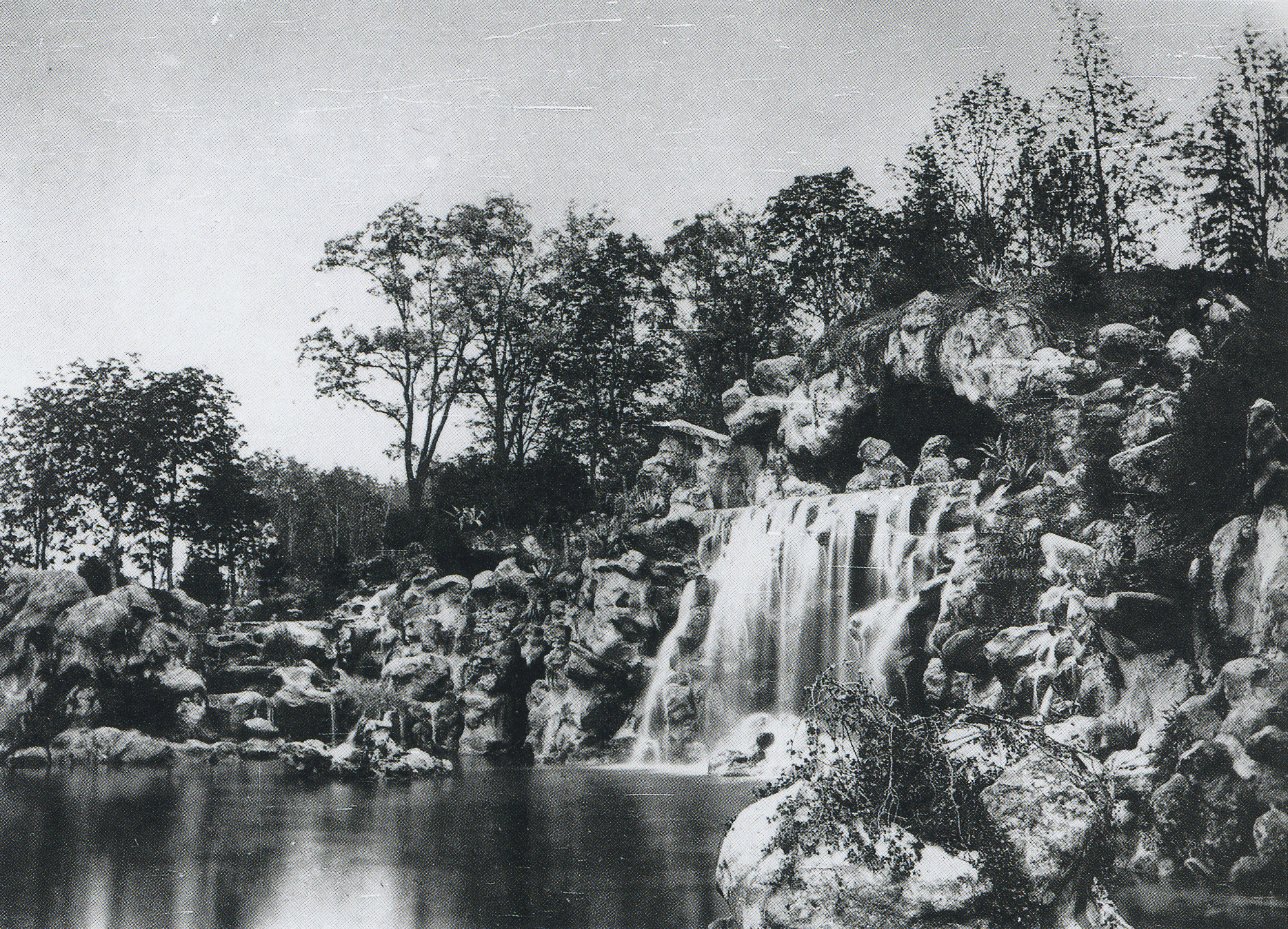
Cascada Mare fotografiată în 1858, de Charles Marville
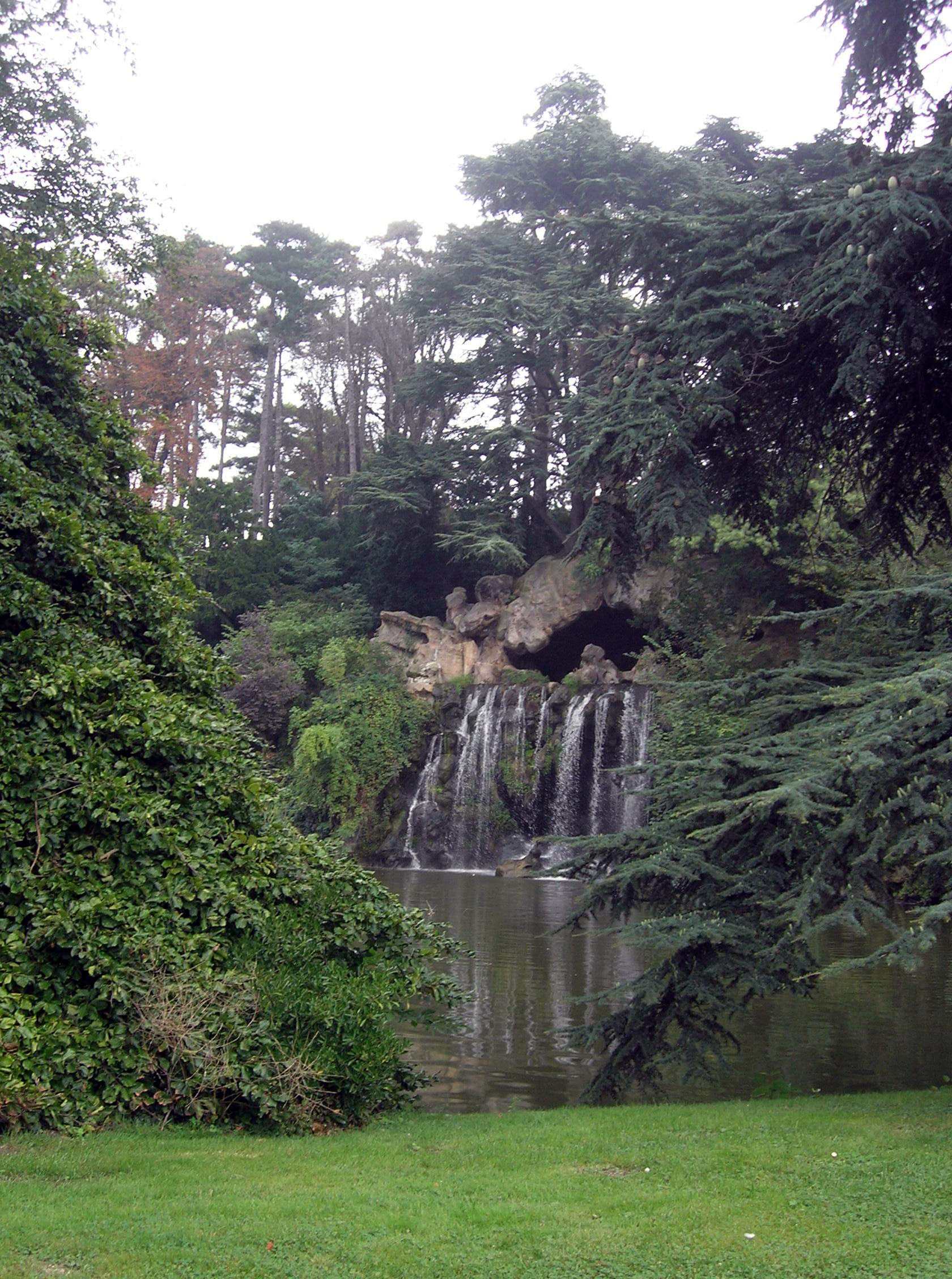
Cascada Mare
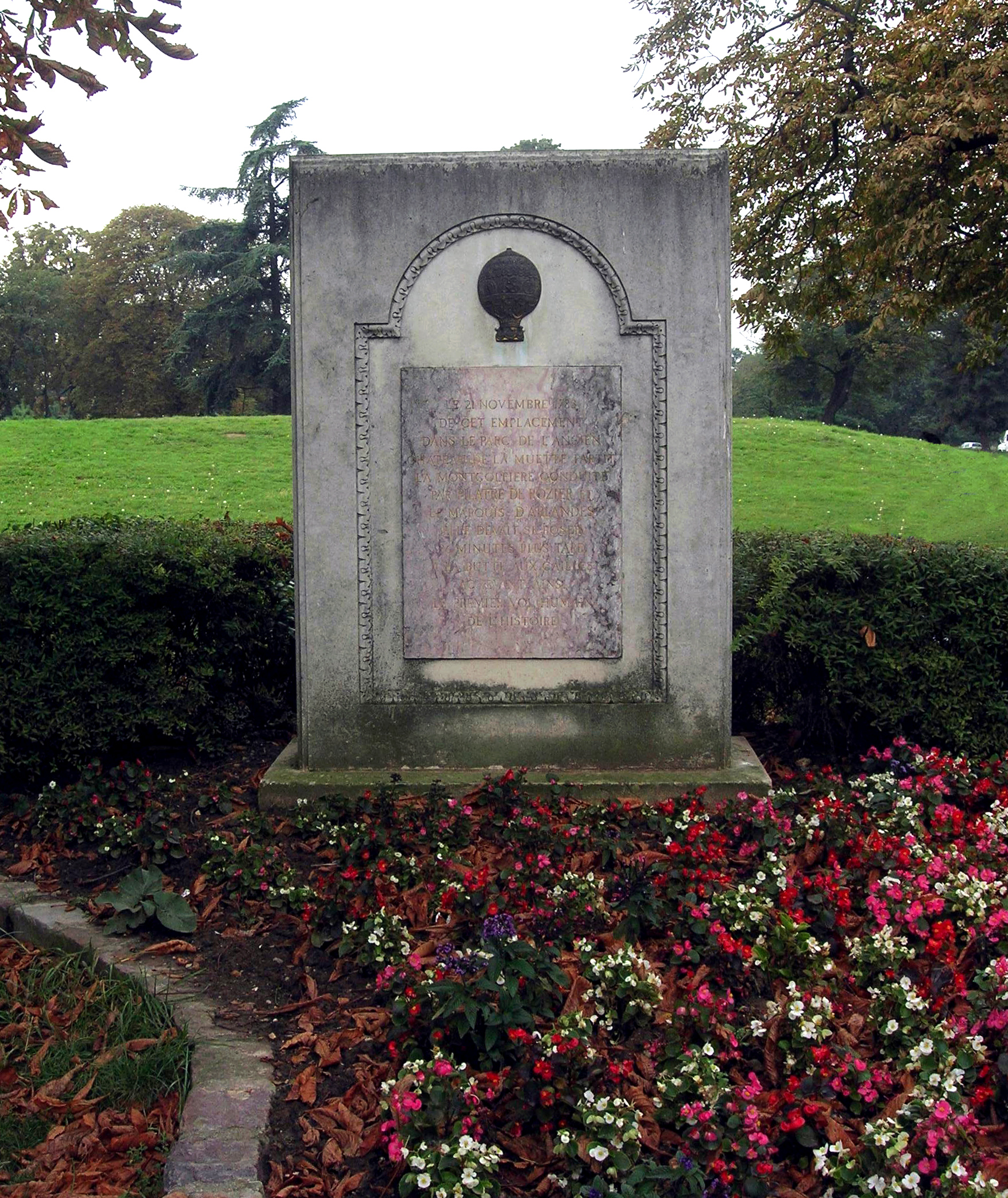
Monument comemorativ al primului zbor uman cu montgolfierul[11](balon cu aer cald)

## Articole conexe
- Bois de Vincennes
- Boulogne-Billancourt
- Pădurea Fontainebleau
- Parcul Herăstrău